# Society of the Cincinnati

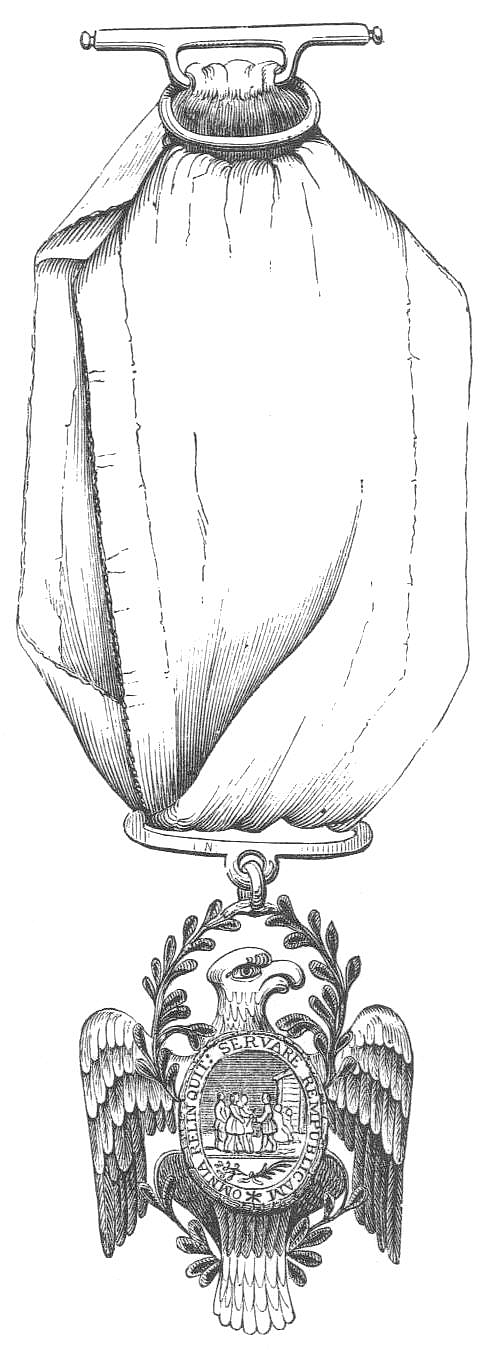
Insignien des Ordens
(Benson J. Lossing: Pictoral Field Book of the Revolution (1850))

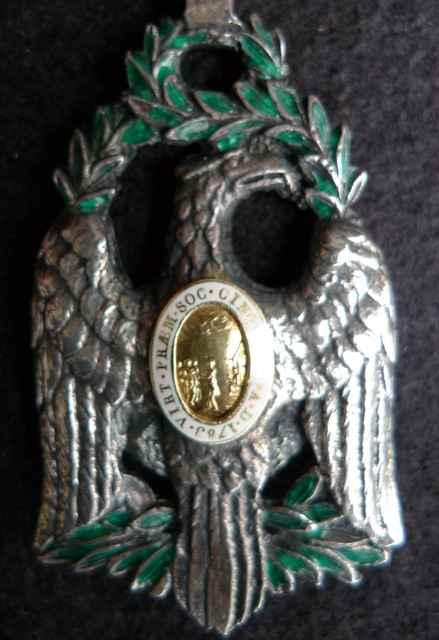
Detail mit der Inschrift VIRT - PRÆM - SOC - CINC - INST - AD 1783 (Virtutis Præmium Societas Cincinnatorum Institua A.D. 1783)

Society of the Cincinnati ist ein US-amerikanischer Orden, der im Jahr 1783 gegründet wurde.
Ein kleiner Kreis nordamerikanischer Offiziere unter Führung des aus Preußen stammenden Generals der Kontinentalarmee Friedrich Wilhelm von Steuben gründete Anfang Mai 1783 kurz vor Ende des Amerikanischen Unabhängigkeitskriegs diese Bruderschaft in Steubens Hauptquartier in Fishkill (Dutchess County, Bundesstaat New York). Hintergrund der Ordensgründung war die Unzufriedenheit vieler Offiziere mit der Versorgung der Soldaten, ihrer Witwen und Waisen.
Der Orden verpflichtete deshalb seine hochrangigen Mitglieder entsprechend der Satzung erstens „mit unablässiger Aufmerksamkeit die Rechte und Freiheiten der menschlichen Natur zu erhalten, für die wir gekämpft und geblutet haben“, zweitens „das Glück der Staaten und die zukünftige Würde des amerikanischen Reichs zu fördern“ und drittens „besonders jene Offiziere und ihre Familien zu unterstützen, die in ihrer Not darauf angewiesen sind“. Der Historiker Minor Myers bezeichnete deshalb diesen Orden als „Meuterei, die in eine Organisation umgewandelt wurde“. Die persönliche Mitgliedschaft im Orden durfte satzungsgemäß an den Erstgeborenen vererbt werden.
Das Abzeichen des Ordens war ein Adler mit einem goldenen Medaillon mit der Abbildung des Lucius Quinctius Cincinnatus, an einem blauen Band hängend zum Zeichen der Verbundenheit mit Frankreich. Der Entwurf stammte ursprünglich von Pierre L’Enfant, der in der Kontinentalarmee unter Washington diente. Er bestellte auch 1783 die ersten 45 Ordensabzeichen in Paris. Der Wahlspruch des Ordens lautet seit jeher Omnia reliquit servare rem publicam (zu deutsch: Er opferte alles, um der Republik zu dienen).
Erster Präsident des Ordens wurde George Washington, seit 1775 Kommandeur der Kontinentalarmee, obwohl er zunächst im September 1783 mit einem Brief an Generalmajor Henry Knox dessen Ersuchen noch freundlich abgelehnt hatte mit der Begründung: „Aus Unkenntnis meiner Pflichten fürchte ich, etwas zu versäumen, was dem Verein schaden und mich beschämen würde“. Noch einmal dachte er, den Vorsitz abzugeben, als er 1789 US-Präsident wurde. Doch am Ende blieb Washington bis zu seinem Tod im Jahr 1799 Präsident des Ordens.
Thomas Jefferson und andere kritisierten den Orden, da sie wegen der Imitierung europäischer Privilegien das Entstehen einer amerikanischen Aristokratie befürchteten. Das speziell für George Washington angefertigte und deshalb einzigartige Abzeichen, auf dessen ausdrücklichen Wunsch „in meisterhafter Manier elegant ausgeführt, aber nicht in zu kostbarem Stil“, ist ein goldener Orden mit einem Adler im Lorbeerkranz mit emailliertem Medaillon. Dieser Orden, ab 1824 im Besitz des Marquis de La Fayette und deshalb auch „Washington-Lafayette Cincinnati Medal“ genannt, wurde am 11. Dezember 2008 zum höchsten jemals für einen Orden erzielten Preis von 5,3 Millionen US-Dollar beim Auktionshaus Sotheby’s in New York City versteigert. Erfolgreicher Bieter war der New Yorker Kunsthändler Christophe van de Weghe, der den Orden im Auftrag der „Fondation de Chambrun“ ersteigerte, die das Château La Grange in der Nähe von Paris unterhält, wo der o. g. Marquis de La Fayette einst gelebt hatte.
Die Stadt Cincinnati in Ohio ist nach der Bruderschaft benannt.